# Raimund Harmstorf
Raimund Harmstorf (Hamburgo, 7 de octubre de 1939-Marktoberdorf, Baviera, 3 de mayo de 1998) fue un actor teatral, cinematográfico y televisivo de nacionalidad alemana. Se hizo famoso como protagonista de la miniserie televisiva alemana, basada en la obra de Jack London, Der Seewolf, y por otra serie alemana, en este caso a partir de la obra de Julio Verne, Michel Strogoff.

## Biografía
Nacido en Hamburgo, Alemania, su padre era médico en esa ciudad. Harmstorf inició una carrera deportiva, llegando a ser campeón regional de decatlón. Después estudió medicina, música y artes escénicas.
Como actor teatral, Harmstorf actuó con regularidad en el Festival de Karl May en Bad Segeberg, participando, entre otras obras, en:
1968: Der Schatz im Silbersee (Berlín/Deutschlandhalle)
1976: Winnetou I (Festival Karl May en Spiele Bad Segeberg)
1979: Old Firehand (Festival Karl May en Spiele Bad Segeberg)
1994: Winnetou und Old Shatterhand (Viena)
Otras obras de teatro en las que participó fueron:
1965: Zeit der Schuldlosen, de Siegfried Lenz
1965: Maria Stuart, de Friedrich Schiller
1996: Götz von Berlichingen, de Goethe)
A partir de los primeros años 1960 él empezó a actuar en pequeñas producciones televisivas. Su gran oportunidad llegó en 1971 con la serie de TV Der Seewolf, en la cual encarnaba al Capitán Larsen, aunque su voz, demasiado juvenil, era doblada por la del actor Kurt E. Ludwig. Más adelante actuó en varios spaghetti westerns junto a Bud Spencer, Franco Nero y Charlton Heston.
Hacia el final de su carrera, a Harmstorf le diagnosticaron una enfermedad de Parkinson, viéndose debilitado al seguir un intenso tratamiento farmacológico. Su enfermedad y su vulnerabilidad fueron muy explotados por los tabloides. Finalmente se suicidó ahorcándose en Marktoberdorf, Alemania, provocando su muerte un escándalo.
Los tabloides alemanes fueron investigados por la policía, que afirmó que el suicidio de Harmstorf fue desencadenado por la actividad de algunos de ellos. En particular se culpó a Bild, pues este periódico ya había publicado el suicidio de Harmstorf antes de su muerte real. La novia de Harmstorf, Gudrun Staeb, afirmó que el actor estaba consternado tras leer el artículo, incluso antes de que la noticia hubiera aparecido en el popular canal televisivo alemán RTL Television. Fue enterrado en el Cementerio de Bad Oldesloe.

## Filmografía (selección)

### Televisión
| - 1965: Don Juan - 1965: Leutnant Nant - 1966: Die Chefin - 1968: Babeck (ZDF-tres episodios) - 1969: Die Revolte - 1970: Finder, bitte melden - 1971: Der Seewolf - 1971: Semesterferien (Serie) - 1974: Der Kommissar – Schwierigkeiten eines Außenseiters - 1974: Ehrenhäuptling der Watubas - 1975: Derrick – Zeichen der Gewalt (temporada 2, episodio 5) - 1976: Le jeune homme et le lion (cuatro episodios) - 1976: Michael Strogoff (ZDF-cuatro episodios) - 1978: Der Große mit seinem außerirdischen Kleinen | - 1978: Sie nannten ihn Mücke - 1979: Derrick – Tandem (temporada 6, episodio 6) - 1982: Der Alte – Eine Frau ist verschwunden (temporada 6, episodio 6) - 1983: Der Alte – Kalt wie Diamant (temporada 7, episodio 2) - 1983: Tiefe Wasser - 1985: Der kleine Riese - 1987: Tatort - Tod im Elefantenhaus - 1987: Derrick – Die Dame aus Amsterdam - 1988: Big Man – Fanciulla che ride - 1988/89: Die Schwarzwaldklinik - 1991: Alaska Kid (Serie) - 1992–94: African Skies (Serie) - 1995: Klinik unter Palmen |

### Cine
| - 1968: Donnerwetter! Donnerwetter! Bonifatius Kiesewetter - 1971: Siegfried und das sagenhafte Liebesleben der Nibelungen - 1972: Der Schrei der schwarzen Wölfe - 1972: Blutiger Freitag - 1972: The Call of the Wild - 1973: Zanna Bianca - 1974: Il ritorno di Zanna Bianca - 1975: El genio - 1977: California - 1977: Aquel maldito tren blindado - 1978: Lo chiamavano Bulldozer - 1978: Götz von Berlichingen mit der eisernen Hand - 1979: Uno sceriffo extraterrestre – poco extra e molto terrestre - 1980: L'empreinte des géants | - 1980: Warum die UFOs unseren Salat klauen - 1982: S.A.S. à San Salvador - 1983: Thunder - 1984: Cane arrabbiato - 1985: Das Wunder - 1986: Geld oder Leber! - 1987: Thunder II - 1990: Café Europa - 1994: The Viking Sagas - 1995: The Wolves - 1997: Blutrausch |